# Jimmy Robinson (attore)
Jimmy Robinson (Los Angeles, 30 luglio 1918 – California, 2 novembre 1967) è stato un attore statunitense, attivo tra il 1927 e il 1940 come attore bambino nel cinema muto e quindi come giovane attore.

## Biografia
Nato a Los Angeles nel 1918, Jimmy Robinson comincia la sua esperienza di attore bambino nel 1927, a 9 anni, interpretando il ruolo di "Hambone Johnson" in una lunga serie di cortometraggi, Mickey McGuire, basati su una popolare serie di fumetti di Fontaine Fox che avevano come protagonista il piccolo Mickey Rooney. Il modello era quello lanciato con successo nel 1922 dalla serie delle Simpatiche canaglie e che già aveva dato ad altri attori bambini afroamericani (da Ernest Morrison a Allen Hoskins)  la possibilità di emergere, nonostante i personaggi fortemente stereotipati loro affidati.
Robinson rimane nella serie per 60 episodi fino alla sua conclusione nel 1934, superando senza problemi la transizione al sonoro. Nel frattempo ha cominciato a prendere parte con ruoli di rilievo anche ad alcuni lungometraggi. Nel 1931 è "Herman Washington" in Penrod and Sam.
Nel 1934 Robinson ha 16 anni e diventa sempre più difficile per lui ricevere delle parti di rilievo nel cinema americano, in un'era di perduranti pregiudizi razziali. Per quanto abbia l'opportunità di lavorare anche con celebri registi, la sua carriera prosegue fino al 1940 solo grazie ad una serie di piccole parti, generalmente neppure accreditate. La più importante è quella di un paggio nel film storico Beckie Sharp (1935), diretto da Rouben Mamoulian.
Robinson tornerà al cinema in una sola occasione, nel 1966, con una parte nel film The Black Klansman. Ma proprio nel momento in cui agli attori afroamericani si sono aperte maggiori opportunità, Robinson, muore per una malattia, nel 1967 in California, all'età di soli 49 anni.

## Filmografia

### Cortometraggi
- Mickey McGuire, serie cinematografica, regia di Albert Herman et al. (1927-34) - 60 cortometraggi
- Tenderfeet (1928)
- Wild Babies! (1932) - non accreditato

### Cinema
- Penrod and Sam, regia di William Beaudine (1931)
- Mrs. Wiggs of the Cabbage Patch, regia di Norman Taurog (1934) - non accreditato
- On Probation, regia di Charles Hutchison (1935) - non accreditato
- Becky Sharp, regia di Rouben Mamoulian (1935)
- Avorio nero (Anthony Adverse), regia di Mervyn LeRoy (1936) - non accreditato
- Un giorno alle corse (A Day at the Races), regia di Sam Wood (1937) - non accreditato
- I filibustieri (The Buccaneer), regia di Cecil B. DeMille (1938) - non accreditato
- Phantom Gold, regia di Joseph Levering (1938)
- La voce nell'ombra (Long Shot), regia di Charles Lamont (1939)
- A sud di Suez (South of Suez), regia di Lewis Seiler (1940) - non accreditato
- The Lone Wolf Keeps a Date, regia di Sidney Salkow (1940) - non accreditato
- The Black Klansman, regia di Ted V. Mikels (1966)